# Chiquititas: 24 Horas
Chiquititas: 24 Horas es la banda sonora de la telenovela infantil argentina Chiquititas, creada y producida por Cris Morena y emitida por Telefe. El álbum fue lanzado oficialmente el 26 de abril de 2006 bajo el sello discográfico de EMI, con la producción de Cris Morena Group y RGB Entertainment y distribuido por Telefe.
El álbum fue certificado con disco platino por CAPIF en Argentina en 2006.

## Información del disco
El disco salió a la venta oficialmente el 26 de abril de 2006 en tiendas de música y supermercados de Argentina por la empresa discográfica EMI. El álbum contiene 15 canciones y las mismas son nuevas versiones de las interpretadas en la versión original de Chiquititas (entre 1995 y 2001), a excepción de «Chiquititas 2006», que toma la melodía de la intro del clásico programa juvenil de entretenimientos Jugate Conmigo y «Dónde estás».

## Lista de canciones
| #   | Título                 | Escritor(es)                | Interpretado por                   |
| --- | ---------------------- | --------------------------- | ---------------------------------- |
| 1.  | Chiquititas 2006       | Cris Morena y Carlos Nilson | Elenco                             |
| 2.  | Corazón con Agujeritos | Cris Morena y Carlos Nilson | Jorgelina Aruzzi y Camila Castro   |
| 3.  | Todo Todo              | Cris Morena y Carlos Nilson | Elenco                             |
| 4.  | Mentiritas             | Cris Morena y Carlos Nilson | Jorgelina Aruzzi y Guadalupe Antón |
| 5.  | Amigas                 | Cris Morena y Carlos Nilson | Elenco                             |
| 6.  | Estoy Loco             | Cris Morena y Carlos Nilson | Jorgelina Aruzzi y Gastón Ricaud   |
| 7.  | Hasta Diez             | Cris Morena y Carlos Nilson | Elenco                             |
| 8.  | Por Una Vez            | Cris Morena y Carlos Nilson | Lali Esposito                      |
| 9.  | 24 Horas               | Cris Morena y Carlos Nilson | Elenco                             |
| 10. | Dónde Estás            | Cris Morena y Carlos Nilson | Jorgelina Aruzzi                   |
| 11. | Había Una Vez          | Cris Morena y Carlos Nilson | Jorgelina Aruzzi                   |
| 12. | Malísima               | Cris Morena y Carlos Nilson | Mariana Brisky y Elenco            |
| 13. | Igual A Los Demás      | Cris Morena y Carlos Nilson | Nicole Popper                      |
| 14. | Me Pasan Cosas         | Cris Morena y Carlos Nilson | Lali Espósito                      |
| 15. | Volar Mejor            | Cris Morena y Carlos Nilson | Elenco                             |

## Recepción
A poco de su lanzamiento al mercado, el disco se convirtió en un éxito comercial, liderando las ventas en Argentina, según CAPIF. Consiguió la certificación de disco platino en el país tras superar las 75 000 unidades vendidas. Fue el séptimo disco más vendido en Argentina en 2006 y el segundo disco dirigido al público infantil y juvenil mejor posicionado, superado por High School Musical. 
| País      | Organismo certificador | Certificación | Ventas |
| --------- | ---------------------- | ------------- | ------ |
| Argentina | CAPIF                  | Platino       | 75 000 |